# Blumenthal (Familienname)
Blumenthal oder Blumental ist ein Familienname.

## Namensträger

### A
- Adam Ludwig von Blumenthal (1691–1760), deutscher Politiker
- Albert von Blumenthal (1797–1860), preußischer Generalleutnant, Domherr zu Halberstadt und Ehrenritter des Johanniterordens
- Albrecht von Blumenthal (1889–1945), deutscher Klassischer Philologe
- Antje Blumenthal (* 1947), deutsche Politikerin (CDU)
- Arthur Blumenthal (1874–1939), deutscher Gynäkologe
- Arvid Blumenthal (1925–2006), lettisch-australischer Krokodiljäger und Schriftsteller

### B
- Bartolomé Blumenthal (eigentlich Bartholomäus Blum oder Blümlein; 1506–1585), deutscher Konquistador, siehe Bartolomé Flores
- Bernhard Blumenthal, (1849–1920), deutscher Kaufmann in Herford, Vater von Käthe Vordtriede
- Bob Blumenthal, US-amerikanischer Musikjournalist

### C
- Casimir von Blumenthal (1787–1849), Schweizer Komponist und Dirigent
- Christian Blumenthal (* 1979), deutscher römisch-katholischer Theologe
- Christoph Caspar von Blumenthal (1638–1689), brandenburgischer Diplomat

### D
- Daniel Blumenthal (1860–1930), deutscher Politiker
- Daniel Blumenthal (Pianist) (* 1952), amerikanischer Pianist

### E
- Elias Blumenthal (1790–1859), preußischer Generalmajor
- Elke Blumenthal (1938–2022), deutsche Ägyptologin
- Erich Blumenthal, (1897–1954), deutsch-amerikanischer Rechtsanwalt in Washington, Bruder von Käthe Vordtriede
- Erik Blumenthal (1914–2004), deutscher Psychotherapeut
- Erna Stein-Blumenthal (1903–1983), deutsch-israelische Kunsthistorikerin
- Ernst Blumenthal (1827–1907), deutscher Hotelier und Fotograf

### F
- Felicja Blumental (1908–1991), polnisch-brasilianische Pianistin
- Ferdinand Blumenthal (Unternehmer) (1847–1914), deutsch-amerikanischer Unternehmer und Kunstsammler,  Erbauer des Hotel Blumenthal-Montmorency  in Paris
- Ferdinand Blumenthal (1870–1941), deutscher Onkologe und Herausgeber
- Florence Blumenthal (1873–1930), US-amerikanische Philanthropin
- Franz Blumenthal (1878–1971), deutscher Dermatologe

### G
- Gerda Renée Blumenthal (1923–2004), deutsch-amerikanische Romanistin
- Georg Blumenthal (Fabrikant), (1889–1931), deutscher Fabrikant (König & Böschke) in Herford, Bruder von Käthe Vordtriede
- Georg von Blumenthal (1490–1550), deutscher Geistlicher, Bischof von Lebus und von Ratzeburg
- Georg Blumenthal (Schriftsteller) (1872–1929), Mitarbeiter Silvio Gesells, deutscher Schriftsteller und Herausgeber
- Georg Blumenthal (Mediziner) (1888–1964), deutscher Mediziner
- Georg Ewald von Blumenthal (1722–1784), deutscher Generalmajor

### H
- Hans von Blumenthal (Offizier) (1722–1788), preußischer Oberstleutnant, Kommandeur des Regiments Garde du Corps
- Hans-Herbert Blumenthal (* 1948), deutscher Fußballspieler
- Hans-Jürgen Graf von Blumenthal (1907–1944), deutscher Widerstandskämpfer
- Heinrich von Blumenthal (Bürgermeister) (1765–1830), deutsch-französischer Kammerherr und Politiker, Bürgermeister von Magdeburg
- Heinrich Blumenthal, wirklicher Name von Heinrich Becker (Schauspieler) (1770–1822), deutscher Schauspieler und Regisseur
- Heinrich Blumenthal (Mediziner) (1804–1881), deutsch-baltischer Mediziner, Hochschullehrer und Übersetzer
- Heinrich von Blumenthal (General) (1815–1892), deutscher General der Infanterie
- Heinrich Blumenthal (Fabrikant) (1824–1901), deutscher Maschinenbaufabrikant und Bauunternehmer
- Heinrich Georg von Blumenthal (1716–1756), preußischer Major
- Henry Blumenthal (1911–1987), deutschamerikanischer Historiker
- Henry J. Blumenthal (1936–1998), britischer Altphilologe
- Hermann Blumenthal (Schriftsteller) (1880–nach 1942), österreichischer Schriftsteller, Journalist und Übersetzer
- Hermann Blumenthal (Bibliothekar) (1903–1941), deutscher Germanist und Bibliothekar
- Hermann Blumenthal (Bildhauer) (1905–1942), deutscher Bildhauer
- Herman A. Blumenthal (1916–1986), US-amerikanischer Artdirector und Szenenbildner
- Heston Blumenthal (* 1966), englischer Koch

### I
- Ida Gawell-Blumenthal (1869–1953), schwedische Autorin, Geschichtenerzählerin, Sängerin und Chronistin
- Ilse Blumenthal-Weiss (1899–1987), deutsche Lyrikerin
- Ina Blumenthal (* 1981), deutsche Politikerin (SPD)
- Irene Blumenthal (1913–2005), deutsche Ärztin

### J
- Jakob Blumenthal (1829–1908), deutscher Pianist und Komponist
- Joachim Christian von Blumenthal (1720–1800), deutscher Politiker
- Joachim Friedrich von Blumenthal (1607–1657), Staatsmann in brandenburgischen und dann in kaiserlichen Diensten
- Johann Heinrich Blumenthal (Mediziner) (1734–1804), deutsch-baltischer Mediziner und Theologe
- Johann Heinrich Blumenthal (Offizier) (1895–1964), österreichischer Offizier und Militärhistoriker
- Johann M. K. Blumenthal (1868–1938), deutscher Reeder
- Joseph von Blumenthal (1782–1850), österreichischer Musiker und Komponist
- Joseph Blumenthal (Typograf) (1897–1990), US-amerikanischer Drucker, Typograf und Herausgeber
- Joseph Levy Blumenthal (1819–1898), deutscher Kaufmann und Politiker, Mitglied des Gesetzgebenden Körpers der Freien Stadt Frankfurt
- Julia von Blumenthal (* 1970), deutsche Politikwissenschaftlerin

### K
- Karl von Blumenthal (1811–1903), preußischer Generalmajor
- Karl Blumenthal (Fotograf) (1866–1944), deutscher Fotograf
- Karsten Blumenthal (* 1968), deutscher Fernsehmoderator

### L
- Leonard Blumenthal (1901–1984), US-amerikanischer Mathematiker
- Leonhard von Blumenthal (1810–1900), preußischer Generalfeldmarschall
- Lieselotte Blumenthal (1906–1992), deutsche Germanistin
- Loraine Blumenthal (* 1983), deutsche Dokumentarfilmerin
- Louis Blumenthal (Rabbiner) (1866–1943), deutscher Rabbiner
- Louise Johanne Leopoldine von Blumenthal (1742–1808), preußische Hofdame und Biographin
- L. Roy Blumenthal (1908–1975), US-amerikanischer PR-Berater
- Lyn Blumenthal (1949–1988), US-amerikanische Videokünstlerin und Autorin

### M
- Malik Blumenthal (* 1992), deutscher Theater- und Filmschauspieler
- Maria Theresia Isabella von Blumenthal (1712–1782), Philanthropin und Hofdame
- Marina Blumenthal, argentinische Theaterschauspielerin, Moderatorin und Produzentin
- Maryam Blumenthal (* 1985), deutsche Politikerin (Bündnis 90/Die Grünen)
- Max Blumenthal (Kaufmann) (1856–1916), deutscher Kaufmann in Hessisch Oldendorf, Onkel von Käthe Vordtriede
- Max Blumenthal (* 1977), US-amerikanischer Autor, Journalist und Filmemacher
- Maximilian Blumenthal (1856–1910), deutscher Historiker und Bibliothekar
- Michael C. Blumenthal (* 1949), US-amerikanischer Schriftsteller
- Monica Blumenthal (1930–1981), deutsch-US-amerikanische Psychiaterin und Hochschullehrerin
- Moritz Blumenthal (1886–1967), Schweizer Geologe

### N
- Nachman Blumental (1902–1983), polnisch-israelischer Historiker

### O
- Oscar Blumenthal (Oskar Blumenthal; 1852–1917), deutscher Schriftsteller und Schachspieler
- Otto Blumenthal (Mathematiker) (1876–1944), deutscher Mathematiker
- Otto Blumenthal (Musiker) (1894–1945?), deutscher Musiker
- Otto Blumenthal (Schauspieler), deutscher Schauspieler

### P
- P. J. Blumenthal (* 1946), US-amerikanischer Philologe, Schriftsteller, Übersetzer und Journalist
- Paul Blumenthal (Komponist) (1843–1930), deutscher Komponist und Musikwissenschaftler
- Paul Blumenthal (Gewerkschafter), deutscher Gewerkschafter
- Paul Blumenthal (Jurist) (1880–1941), deutscher Jurist
- Paul Blumenthal (Manager) (* 1955), Schweizer Bahnmanager
- Peter Blumenthal (* 1945), deutscher Romanist und Hochschullehrer

### R
- Renzo Blumenthal (* 1976), Schweizer Model
- Richard Blumenthal (* 1946), US-amerikanischer Politiker
- Robert von Blumenthal (1806–1892), deutscher Verwaltungsjurist sowie Regierungspräsident in Danzig und in Sigmaringen
- Roy Blumenthal (1907–1975), US-amerikanischer PR-Manager

### S
- Sandra Blumenthal (* 1982), deutsche Fußballschiedsrichterin, siehe Sandra Stolz
- Sandro Blumenthal (1874–1919), deutsch-italienischer Musiker, Komponist und Kabarettist
- Sebastian Blumenthal (* 1974), deutscher Politiker (FDP)
- Sidney Blumenthal (* 1948), US-amerikanischer Journalist
- Susanne Blumenthal (* 1975), deutsche Pianistin und Dirigentin

### T
- Thomas Blumenthal (Gitarrist)  (* 1958), deutscher Gitarrist und Musikpädagoge
- Thomas Blumenthal (Schauspieler) (* 1990), französischer Schauspieler

### U
- Uli Blumenthal, deutscher Wissenschafts- und Hörfunkjournalist
- Uta-Renate Blumenthal (1935–2025), deutsche Historikerin

### V
- Valerie Blumenthal (* 1950), britische Schriftstellerin
- Viktor von Blumenthal (* 1940), deutscher Erziehungswissenschaftler

### W
- W. Michael Blumenthal (Werner Michael Blumenthal; * 1926), deutsch-US-amerikanischer Politiker und Manager
- Werner von Blumenthal-Suckow (1815–1883), deutscher Rittergutsbesitzer und Politiker, MdR